# Изки (Оман)
И́зки (араб. إِزْكِي‎) — город в мухафазе Эд-Дахилия, на северо-востоке Омана.
Изки расположен на трассе, проходящей из Маската в Низву. Маршрут проходит через долину Сумаил, которая делит горы Аль-Хаджар на хребты Восточный и Западный Хаджар. В городе проживает около 23 159 жителей. 

## История
Согласно легенде, Изки — старейший город Омана. Вероятно, причиной тому послужил его древний афладж (водоканал). Согласно новоассирийским источникам, в 640 г. до н.э. «Паде, царь Каде, живущий в Изке… отправил послов с дарами для установления добрых отношений (и межгосударственных контрактов). Они шли шесть месяцев, пришли ко мне (Ашшурбанапалу), спросили о моем состоянии и умоляли о моем правлении». Некоторые полагают, что Изки упоминается в неоассирийских клинописных текстах из Ниневии.
Серьезные археологические полевые работы начались в Изки под руководством Дж. Шрайбера (2007). Он стремился контекстуализировать этот центр среди других крупных оазисов Омана с помощью археологических исследований. В своем обзоре Дж. Шрайбер насчитал в старом городе и непосредственно вокруг него 1045 памятников, начиная с хафитского и заканчивая исламским периодом. В 2011 году раскопки и обследование частично подтвердили результаты Шрайбера. В городе были найдены предметы доисламского периода. Находки раннего и позднего железного века были многочисленными.
Исторический центр Изки сегодня состоит из двух полуразрушенных глиняных поселений, Яман и Низар. Первое почти в два раза меньше по площади. В 1908 г. число домов в Низаре оценивалось в 450, а в Ямане — 350. Низар все еще населен; Яман был заброшен еще до 1980 года, но владельцы по-прежнему заботятся о своих старых домах. В 18 веке Яман был разрушен и затем восстановлен.